# Leurophyllum brevicauda
Leurophyllum brevicauda är en insektsart som beskrevs av Max Beier 1954. Leurophyllum brevicauda ingår i släktet Leurophyllum och familjen vårtbitare. Inga underarter finns listade i Catalogue of Life.